# Janita Halonen
Janita Halonen est une tireuse sportive finlandaise.

## Palmarès
Janita Halonen a remporté l'épreuve Walkyrie Replique aux championnats du monde MLAIC 1996 à Warwick